# Топаловић
Топаловић је српско-хрватско презиме, настало од топал, турцизам у значењу хром, богаљ. Носе га етнички Срби, етнички Бошњаци и етнички Хрвати. Познате особе са овим презименом су:
- Добривоје Топаловић (1944–2020), српски певач народне музике
- Ђорђе Топаловић (рођен 1977), српски фудбалер у пензији
- Живко Топаловић (1886–1972), југословенски социјалистички политичар
- Жељко Топаловић (рођен 1972), српски хотелијер и бивши кошаркаш
- Мушан Топаловић (1957–1993), командант босанске војске
- Мато Топаловић (1812-1862), хрватски песник
- Петар Топаловић (1840-1891), српски генерал, министар одбране, министар грађевина и управник Војне академије